# 飯田美術
飯田美術（いいだびじゅつ）は、東京都中央区銀座に所在する美術商・画廊である。近現代日本画を中心に、洋画や工芸作品も取り扱う。美術品の販売のみならず、展覧会の企画や美術品の鑑定・評価にも携わっている。

## 来歴
飯田美術は昭和期に飯田功により創業され、銀座の画廊街の一角として長年にわたり営業を続けている。創業当初より、質の高い日本画を扱う専門性を持ち、画家との信頼関係を築きながら、美術市場における地位を確立してきた。近年では、若手作家の紹介や海外市場への展開にも力を入れている。また、2024年には「飯田美術開廊50周年記念展」を開催するなど、記念展や特別企画にも積極的に取り組んでいる。

## 取り扱い画家
飯田美術が取り扱う主な画家には、以下のような近現代日本画の巨匠が含まれる。また、現代作家や新進気鋭の画家の作品も積極的に取り扱っており、幅広いコレクター層に対応している。

### 近現代日本画家
- 東山魁夷・加山又造・平山郁夫・奥村土牛・小倉遊亀

### 現代洋画家
- 原雅幸（風景画）・佐々木豊（幻想的写実）・三嶋哲也（人物画）
- 藤井路夫（静物画）・岡靖知（構成的写実）・西房浩二（抽象と写実の融合）
- 伊藤雅史・佐藤功・大橋周平・吉田然奈・細井世思子・鶴身阿末・清水悦男
- 大谷郁代・佐藤陽也・疋田正章・増川卓嗣・名倉歩・石川総一郎
- 亀山裕昭・岩本将弥・松本亮平・戸苅武宏・かわしまじゅん・日比野猛